# Trachylepis nancycoutuae
Trachylepis nancycoutuae (мабуя Ненсі Коуту) — вид сцинкоподібних ящірок родини сцинкових (Scincidae). Ендемік Мадагаскару.

## Поширення і екологія
Мабуї Ненсі Коуту мешкають в Національному парку Ісало на заході Центрального нагір'я нп острові Мадагаскар. Вони живуть серед скель і валунів, порослих чагарниками, на висоті від 700 до 750 м над рівнем моря.

## Збереження
МСОП класифікує стан збереження цього виду як близький до загрозливого. Trachylepis nancycoutuae загрожують лісові пожежі.